# Amy Main
Amy Main est une actrice, productrice et scénariste américaine.

## Biographie
Elle s'est d'abord produite sous son vrai nom Amy Minderhout, puis en tant qu'Amy Main.

## Filmographie

### Actrice
- 2003 : Making Maya : Maya (as Amy Minderhout)
- 2003 : Switched! (série télévisée) : elle-même
- 2005 : Nearing Grace : Strawberry
- 2006 : The Rich List (série télévisée) : elle-même
- 2007 : Gameface : Brandy
- 2007 : Veronica Mars (série télévisée) : la fille sexy
- 2007 : Cthulhu : Julia
- 2007 : Walk Hard: The Dewey Cox Story : la chanteuse de réserve
- 2008 : The Candy Shop : Snow
- 2008 : Unknown Sender (série télévisée) : Krystle
- 2009 : Spring Breakdown : l'amie du sénateur Hartmann
- 2011 : Amy Alyson Fans : la fille de la party
- 2012 : Sunday Is Coming (court métrage) : Mad Men
- 2012 : Matchmakers (série télévisée) : Amy
- 2012 : R3 (court métrage) : Nina
- 2014 : The Girl at the Cafe (court métrage) : Sarah
- 2014 : A Kind of Love (court métrage) : Erin
- 2015 : Why I Dance (court métrage documentaire) : elle-même
- 2016 : Dirty : Karen Jackson

### Productrice
- 2012 : Matchmakers (série télévisée) (4 épisodes)
- 2014 : The Girl at the Cafe (court métrage)
- 2015 : Why I Dance (court métrage documentaire)

### Scénariste
- 2014 : The Girl at the Cafe (court métrage)
- 2015 : Why I Dance (court métrage documentaire)